# The Rise of Chaos
Albums de Accept
Blind Rage
(2014) Too Mean to Die (2021)
The Rise of Chaos est le quinzième album du groupe de heavy metal allemand Accept. Sa sortie officielle est prévue pour le 4 août 2017. 
Comme pour les trois précédents albums, il est distribué par le label allemand Nuclear Blast Records. Il s'agit du premier album studio dans lequel figurent les noms des deux nouvelles recrues du groupe le guitariste Uwe Lulis et le batteur Christopher Williams qui remplacent respectivement Herman Frank et Stefan Schwarzmann. Tout comme leurs trois précédents albums, The Rise of Chaos a été produit par Andy Sneap. C'est donc sa quatrième collaboration avec le groupe. Le titre de l'album fait écho à l'actualité et au sentiment de chaos sur le plan politique et international,.

## Contexte
Depuis Blood of the Nations, le groupe avait pris l'habitude de sortir un album tous les deux ans. Cette fois-ci le groupe a pris trois ans. Cela est dû déjà au fait que la tournée de Blind Rage a été bien plus longue que les autres, mais aussi parce que l'écriture de l'album a pris plus de temps. De plus, l'emploi du temps du groupe était chargé par la sortie d'un album concert début 2017 Restless and Live. Le guitariste avait également sorti un album solo Headbangers Symphony en 2016. En outre, du point de vue de la stratégie commerciale, la maison de disque a tendance à espacer les sorties afin d'éviter que chaque disque entre en concurrence. C'est dans le courant de l'année 2015 que le groupe a annoncé qu'ils comptaient commencer à travailler sur le nouvel album après la conclusion de la tournée Blind Rage. Les enregistrements n'ont commencé qu'en fin d'année 2016.
Du point de vue de la formation cet nouvel album entérine l'intégration des deux nouveaux membres au sein du groupe arrivés en 2015 : Uwe Lulis et Christopher Williams. En effet, quelques mois après la sortie de Blind Rage en 2014, le guitariste Herman Frank et le batteur Stefan Schwarzmann annonçaient leur départ,.
Comme l'explique Wolf Hoffmann :

« Cela faisait déjà quelque temps qu'Herman et Stefan parlaient de former leur propre combo, Panzer. Seulement, l'emploi du temps d'Accept ne leur laissait pas la possibilité de s'y atteler. Ils étaient parfaitement libres de partir : personne n'est « employé » par le groupe. Lorsque nous les avons contactés en 2009, nous leur avons bien précisé que nous aimerions beaucoup les avoir à nos côté mais qu'ils n'auraient aucune obligation. Nous sommes cinq individus indépendants, réunis par notre amour et notre passion commune pour l'histoire et la musique d'Accept. Nous comprenons parfaitement qu'après cinq années bien remplies, ils puissent avoir des envies différentes ou d'autres priorités. Nous leurs avons donc souhaité bonne chance, sans la moindre animosité. »

## Musique
En termes d'orientation esthétique, le groupe entend poursuivre là encore la direction musicale entamée depuis les trois derniers albums, à savoir jouer une forme de heavy metal traditionnel dans l'esprit de ce que le groupe jouait dans les années 1980 mais avec un son plus moderne. Ce qui nécessitait comme pour les précédents albums d'utiliser les mêmes recettes qu'auparavant. Comme l'explique le guitariste Wolf Hoffmann.

« On ne souhaite pas effectuer de changements radicaux. Nous continuons à faire exactement comme nous l'avons fait durant toutes ces années […]. Si on veut sonner comme on sonnait auparavant, on doit utiliser ce qu'on sait qui marchait à l'époque. C'est comme ça que nous faisions à l'époque et donc nous le faisons de la même manière. […] Mon objectif est toujours le même : écrire des chansons que j'aurais pu écrire il y a trente ans, sans l'avoir fait. Je veux en quelque sorte qu'on sonne « old school » et typiquement années 80 mais avec une touche moderne, un son moderne et des idées fraîches et tout ça. Mais le cœur de la musique doit rester comme dans les années 80 »

Le guitariste concède néanmoins que la chanson Rise of Chaos qui a fait l'objet d'un single en juin 2017 si elle est tout dans l'esprit des chansons écrites dans le passé récent du groupe, est une exception :

« Ce n'est pas une chanson que j'aurais écrite il y a 30 ans même si je dis toujours que je veux écrire des chansons que j'aurais pu écrire il y a trente ans auxquelles je n'aurais pas pensé. C'est tout à fait vrai pour certaines chansons comme, je ne sais pas, Carry the Weight, ou même certaines des plus traditionnelles comme Koolaid. On aurait certainement pu écrire des chansons comme ça à l'époque. Mais oui […]. Il y a un feeling légèrement plus moderne. »

## Paroles et thématiques
Les sujets abordés par l'album ne sont pas reliés par une thématique centrale. Il ne s'agit pas du tout d'un album concept, mais d'une collection de dix chansons aux sujets divers et variés comme c'est souvent le cas avec les albums d'Accept. Néanmoins, bon nombre de chansons sont liées de près ou de loin au thème de la violence, de la guerre, du chaos, etc., ou encore à la perte de repères et de valeurs. Pour le guitariste, ce dénominateur commun tient surtout au caractère du heavy metal qui est plus enclin à traiter de thèmes liés à la violence et à la mort. Mais ces paroles avaient aussi pour premier objectif de coller à l'air du temps. Tout comme celui de l'album précédent (Blind Rage), le titre de cet album et de la chanson éponyme ont été inspirés par le pessimisme que leur inspire l'état actuel du monde que ce soit au niveau de la politique, des guerres dans le monde, des attaques terroristes, des désordres environnementaux. Tout cela contribue selon le guitariste à un sentiment croissant d'instabilité généralisé

« Cette dénomination semble vraiment en corrélation avec le monde contemporain. Il y a un esprit de chaos dans les airs à cause de tout ce que se passe dans le monde et notamment en matière de politique. La plupart des gens imaginent que notre titre est lié à l'accession au pouvoir de Trump, mais même si cela nous a peut-être influencés, ce n'est pas à cela que nous avons songé en priorité. »

Die by the Sword fait partie des chansons qui illustrent directement la thématique annoncée. Cette chanson est directement inspirée par la terreur et la violence du monde actuel, dans un contexte de menace terroriste. Le titre et refrain  If you live by the sword, you will die by the sword font écho au fameux adage « Qui vit par l’épée périra par l’épée » avec l'idée, comme l'explique Wolf Hoffmann, que la violence engendre toujours plus de violence en retour.
Hole in the Head : à l'origine le refrain et titre de la chanson (I need you like a hole in the head : « j'ai besoin de toi comme d'un trou dans la tête ») viennent d'une sorte d'idée de punchline que Wolf Hoffmann avait à l'esprit lorsqu'il a écrit la chanson et qui lui paraissait bien sonner, mais sans avoir d'idée plus précise de ce dont la chanson devrait traiter. Il a soumis l'idée au chanteur qui a brodé autour  et en a fait une chanson traitant d'un sujet qui le touche personnellement : l'addiction à la cigarette,. C'est une chanson qu'il a écrite pour régler ses comptes avec elle.

« Voilà vingt ans qu'il a arrêté de fumer mais il se souvient très bien de ce qu'il ressentait à l'époque où il était gros fumeur complètement accro à la nicotine. Il déteste voir les fumeurs autour de lui et ce morceau est également un message pour sa femme, très attachée à la cigarette. Si elle ne sait pas encore que la chanson lui est adressée, elle le découvrira sûrement bientôt »

Rise of Chaos Les paroles de la chanson dépeignent un monde dystopique livré à l'anomie, au désordre et à la violence, où le protagoniste est en fuite, livré à lui-même et en lutte pour sa propre survie. Comme évoqué plus haut, la chanson est en quelque sorte une extrapolation pessimiste faisant écho à la situation actuelle du monde jugée préoccupante :

« Maintenant, et même plus qu'il y a six mois, lorsque nous avons choisi le titre de l'album. Les jours passent et tu vois ce qui se passe à Londres avec les attaques terroristes, la situation de Trump aux USA. Je ne sais pas, la situation en Angleterre, en France ou comme en Syrie. Merde. Le chaos est partout. »

Koolaid est une chanson qui porte sur la crédulité et la nécessité du recul critique vis-à-vis des injonctions, des balivernes et des idées reçues. À l'origine, le refrain fait référence à une sorte de dicton américain liée à la boisson Kool-Aid “Don’t drink the Kool-Aid” (Littéralement « Ne bois pas le Kool-Aid ») qui signifie « ne crois pas aveuglément à tout ce qu'on te dit »,, « ne sois pas idiot ». Kool-Aid à l'origine est le nom d'une boisson artificiellement aromatisée au goût fruité, populaire aux États-Unis. L'expression s'est développée à la suite des événements liées au suicide collectif de la secte du temple du peuple en 1978. Wolf Hoffmann explique :

« Jim Jones, le gourou [de la secte], a poussé ses adeptes à se suicider en buvant un mélange de cyanure mélangé à du Kool-Aid. Dans la ville de Jonestown dans la jungle du Guyana, plus de 900 personnes sont mortes ainsi. Le message que nous souhaitons transmettre est tout simplement : « ne sois pas idiot, ne suis pas les ordres sans réfléchir ». »

La chanson fait donc à la fois référence à cette histoire qui a défrayé la chronique (d'autres groupes comme Trust et Manowar y avaient également déjà fait référence), mais au-delà de cette simple histoire, elle entend appuyer le dicton recommandant de ne pas être crédule. « Ne croyez pas tout ce que les politiciens, les guides spirituels ou qui que ce soit d'autre vous disent de faire. »
No regrets est une chanson faisant écho à l'attitude que le groupe dit vouloir adopter dans sa démarche musicale et dans la vie au quotidien, à savoir faire ce qui semble le plus juste sur le moment, en dépit parfois des doutes, sans rester paralysé par la crainte d'une erreur et ce même si parfois certaines décisions s'avèrent a posteriori mauvaises. La philosophie de vie professée est de ne pas laisser le poids du doute et du regret peser sur ses épaules, de faire de son mieux à chaque instant et ensuite de lâcher prise de sorte de ne jamais vivre dans le regret plus tard.

« Non, je ne regrette rien, précise le guitariste (en référence à la chanson d'Édith Piaf).Si je regarde en arrière, la manière dont j'ai mené ma vie, que ce soit au niveau personnel et professionnel, je suis complètement en accord avec moi-même. Je ne suis pas un grand partisan de ceux qui se penchent trop vers le passé et qui regrettent certains de leurs choix. Parce que ce qui est fait est fait. C'est d'ailleurs le titre d'un autre morceau, What's Done Is Done.C'est la même idée, ne pas regarder en arrière. »

Analog Man évoque les difficultés rencontrées parfois avec la technologie. Le titre provient d'une sorte d'adage que Mark Tornillo a employé souvent depuis son intégration au sein du groupe : « Je suis un homme analogique piégé dans un monde numérique »,. Le guitariste explique que c'est lié au fait qu'il est un grand adepte de la technologie digitale et qu'il l'utilise tout le temps.

« J'essaie des ampli modernes Kemper Amps, nous utilisons des Ipads sur scène pour contrôler nos mix radio. Il y a tout matériel qui semble très avancé, et quand ça marche, c'est fabuleux. Bien sûr, quand cela ne marche pas, une fois sur 200 dates. Il est le premier à venir et à dire « Tu vois, je te l'avais dit, ça ne marche, bon sang ! Ce n'est que de la merde. À l'époque, c'était beaucoup mieux ; tu n'avais pas ce genre de connerie. » Il se mettait à chanter “I’m an Analog man” et on s'est dit « on l'a entendu tellement de fois, pourquoi n'écririons pas une chanson dessus ? ». Donc on chante “I’m an analog man caught in a digital world” (« je suis un homme analogique piégé dans un monde numérique »). On avait cette image de mise à jour et de téléchargement, incessantes, et c'est parfois casse-pied. »

 Le guitariste nuance qu'il ne s'agit pas d'une chanson radicalement opposée à la technologie moderne, car le groupe tout comme le chanteur lui-même en utilise quotidiennement les ressources (Iphone, Facebook, etc). La chanson vise plutôt à traduire le sentiment d'être parfois inadapté face au nouveau monde de la technologie digitale au regard de ses contraintes et de ses désagréments, telles les requêtes incessantes de mise à jour ou de téléchargement (Update and download- the wheel is still spinning) ou encore le risque constamment encouru de voir ses informations personnelles piratées (I keep Surfing with the Crowd, My informations on the cloud. My profile gets hacked almost everyday)..
What's Done is Done s'inscrit dans la même thématique que la chanson No Regret. Elle fait elle aussi écho à l'attitude pragmatique que le groupe entend adopter face à ses choix et ses décisions : aller de l'avant, composer avec le présent sans se retourner.

« Se poser des questions et remettre tout en question une fois que les choses sont passées est inutile. […] À partir du moment où tu as mis le pied dedans, tu ne peux plus revenir en arrière. C'est fait. Fais avec, fait de ton mieux et vas de l'avant. »

Worlds Colliding reprend la thématique abordée dans la chanson Dark Side of My Heart dans le précédent album Blind Rage. Le chanteur y traite des différentes facettes de sa personnalité. La chanson interroge plus particulièrement la part sombre de chaque individu (« l'homme derrière le miroir ») et les conflits intérieurs avec la part claire de sa personnalité, comme deux mondes entrant en collision :

« Beaucoup de gens ont deux différents facettes en eux, la bonne et la mauvaise, l'ange et le démon. Des fois l'une l'emporte sur l'autre. Des fois, c'est comme si on avait deux mondes en nous. Parfois on n'arrive pas à déterminer laquelle de la mauvaise de la bonne est censée l'emporter. »

## Promotion (singles et clips vidéos)
L'album a fait l'objet de deux singles pour sa promotion anticipant sa sortie officielle en août 2017 : la chanson The Rise of Chaos sortie le 2 juin 2017 et La chanson Koolaid sortie le 21 juillet 2017. Deux clips ont été réalisés pour l'occasion : The Rise of Chaos met en scène le groupe jouant le morceau sur fond d'images d'émeutes civiles, d'affrontements avec les forces de l'ordre, des incendies, d'immeubles éventrés, d'individus en combinaison à protection chimique. Des images visant à illustrer la thématique dystopique de la chanson. Le clip de Koolaid, utilisant le prétexte du fait divers spectaculaire ayant inspiré la chanson, se présente comme une succession de fausses coupures de presse d'époque dont les gros titres sont en fait des extraits des paroles de la chanson. Les photos qui figurent dans les coupures alternent tour à tour des images d'époque, notamment un portrait de Jim Jones et des photos du groupe.

## Réception
L'album a reçu pour le moment des critiques largement positives dans l'ensemble. On peut néanmoins distinguer deux grandes tendances dans les appréciations faites : on a d'une part les critiques dithyrambiques et conquises comme celle du périodique allemand Metal Hammer qui estime que l'album est tout à fait à la hauteur des standards et de la réputation d'Accept. Le critique finlandais Ilkka Järvenpää sur le site metalliluola partage également cet avis. Pour lui le groupe a eu tout à fait raison de se cantonner aux formules qui ont fait son succès, considérant que l'on n'a pas besoin de changer ou « de réparer quelque chose qui n'est pas cassé ».
La critique Dave Griffiths rejoint ce point de vue :

« Du point stylistique, c'est du bon vieux Accept du meilleur cru. Hole In The Dead résume brillamment le son d'Accept tandis que les guitares fiévreuses et les refrains accrocheurs de No Regrets, de What’s Done Is Done et de Worlds Colliding vous font instantanément tomber amoureux de chaque morceau en plus de vous permettre de chanter les refrains après une seule écoute. On peut entendre, tout au long de l'album, les parties de chants parmi les meilleures qu'ait pu faire Tornillo dans sa carrière, »

On a d'autre part, des critiques, positives mais plus mitigées, reprochant au groupe, en dépit de son savoir-faire, de s'enfermer dans la routine et de se contenter de répéter les mêmes formules, bref de ne pas être assez aventureux,. C'est notamment le cas de François Blanc qui, dans le magazine Rock Hard (édition française), estime que :

« [C]e qui fait la force de cet album (sa grande cohérence, sa puissance, son absence de ballades ou de changement de tempi majeurs — est aussi sa grande faiblesse : dépourvues de caractères vraiment marqués et d’éclairs de génie, les chansons manquent d'ambition et de personnalité. On alterne, sans sourcilier, titres heavy rapides et directs à souhait (Die By the Sword, Race to Extinction), et chansons plus marquées par des influences hard rock aux couplets menés par la basse, aux refrains renforcées par des voix graves et aux lignes mélodiques accrocheuses (Analog Man qui aurait pu être écrite en 1983, « Koolaid et avec son solo inspiré et ses paroles inquiétantes). Restent, bien sûr, quelques fulgurances (le final de What's Done is Done et sa guitare chantante devrait faire un malheur en concert, le léger ralentissement et les beaux solo de No Regrets et World Colliding itou), mais pas de tubes à la Metal Heart ou de Teutonic Terror ici… N'en reste pas moins que le quintet sûr de son fait et de sa force (à juste titre), a un savoir-faire irréprochable, une authenticité certaine. Le seul hic, c'est qu'il ne fait pas le moindre effort d'innovation et se contente de délivrer à l'heure dite ce qu'on attend de lui : un bon album de heavy metal à l'allemande. Certes, c'est déjà très bien, et en tant que fans, nous sommes satisfaits. Il n'empêche que c'est plus fort que nous : nous espérons toujours mieux. »

## Liste des titres
| 1.    | Die by the Sword    | 5:00 |
| 2.    | Hole in the Head    | 4:01 |
| 3.    | The Rise of Chaos   | 5:16 |
| 4.    | Koolaid             | 4:58 |
| 5.    | No Regrets          | 4:20 |
| 6.    | Analog Man          | 4:10 |
| 7.    | What's Done Is Done | 4:08 |
| 8.    | Worlds Colliding    | 4:28 |
| 9.    | Carry the Weight    | 4:33 |
| 10.   | Race to Extinction  | 5:24 |
| 46:18 |                     |      |

## Composition du groupe
- Mark Tornillo : voix
- Wolf Hoffmann : guitare
- Uwe Lulis : guitare
- Peter Baltes : basse
- Christopher Williams : batterie

## Production
- Produit, mixé et masterisé par Andy Sneap